# Die Wasserteufel von Hieflau
Die Wasserteufel von Hieflau ist ein deutscher Spielfilm aus dem Jahr 1932 von Erich Kober und Eugen Schüfftan. Es ist die letzte Regiearbeit, die Erich Kober realisieren konnte. Der erfolgreiche Film griff die damals herrschende Faltbootbegeisterung in Deutschland auf. Seine Uraufführung war am 4. März 1932 im Mozartsaal.

## Handlung
Kurt überquert mit einem Faltboot den Ärmelkanal und gerät in einen Sturm. Seine Freundin Inge bangt zuhause am Radio mit, an dem sie den Wetterdienst verfolgt. Schließlich beruhigt sich das Wetter und Kurt kommt heil am anderen Ufer an. Der Erfolg wird ausgiebig gefeiert und Kurt berichtet, was er erlebt hat. Kurz darauf brechen beide zusammen in einer Gruppe zu einer Faltbootfahrt auf der Enns auf. Kurt ist der Gruppenführer. An der Enns angekommen, genießt die Gruppe das freie Leben in der Natur – mit Hund und Mädchen. Es werden Streiche (Langschläfer werden aus den Zelten gezogen) und spielerische Wettrennen gemacht und die Liebelei, frei von Konventionen, kommt auch nicht zu kurz.
Währenddessen verabredet sich die Friseurin Gisel mit einem Freund, Gustel, der ebenfalls Faltbootfahrer ist, auch zu einer Fahrt auf der Enns. Sie gibt damit vor ihrem Chef Fritz an. An der Enns angekommen, braucht Gustel für sein wahrscheinlich selbstgebautes Faltboot besonders lange, um es aufzubauen. Gisel langweilt sich und damit er ihr mehr Aufmerksamkeit schenkt, zieht sie sich bis aufs Negligé vor ihm aus, was ihn aber nicht sonderlich beeindruckt. Am nächsten Morgen, Gisel vermisst Wasser zum Waschen, schmeißt Gustel sie ins Wasser. Diese wehrt sich und schreit um Hilfe, weil sie nicht schwimmen kann, doch das Wasser ist nur hüfttief, wie sich herausstellt. Zufällig kommt Inge vom anderen Lager herüber. Sie ist angetan von Gustel. Als noch überraschend der Friseur Fritz auftaucht und Gisel sowieso sich mehr für ihn interessiert, vereinbart man, dass Gustel im Zweierboot von Inge mitfährt und Fritz und Gisel im Zweier von Gustel.
Eifersüchtig gestattet Gruppenführer Kurt diese Kombination. Die gemeinsame Fahrt über die Enns beginnt.

## Produktionsnotizen
Die Außenaufnahmen entstanden 1931 am Leopoldsteiner See und an der Enns bei Hieflau in Österreich, die bis zu ihrer Verbauung mit Staustufen als der „klassische Wildfluss der Alpen“ (Herbert Rittlinger) galt. Willy Clever fuhr, nach einer Anekdote aus der Filmwelt vom 29. November 1931, auch bei den Aufnahmen im Wildwasser sein Faltboot selbst. Trotzdem wurden die meisten Schauspieler bei solchen Szenen durch erfahrene Kajakfahrer, hauptsächlich vom Hochschulring Deutscher Kajakfahrer, wie Fritz Anderle, Franz von Alber, Klaus und Arndt von Rautenfeld ersetzt. Die Ärmelkanalszene wurde vor Helgoland gedreht, das Faltboot paddelte Walter Frentz.
Eine der Hauptrollen sollte Paul Dahlke spielen, dem Erich Kober die Rolle auf den Leib geschrieben hatte. Zeitgleich wurde Dahlke von Heinz Hilpert ans Berliner Deutsche Theater für Geschichten aus dem Wiener Wald verpflichtet. Dahlkes Probenzeit und die Drehtermine überschnitten sich in nur einem Tag, aber Hilpert, der das Kino verachtete, gab Dahlke nicht frei und dieser musste so für die „Wasserteufel“ absagen, was er wegen der versprochenen Gage von achtmal dreißig Mark ungern tat.

## Kritik
Der Kinematograph schrieb in der Ausgabe vom 5. März 1932 zur Uraufführung in Berlin: „(...) Aber in Lagertreiben, lyrischen Stellen mit Sonnenuntergängen, (...) Chorgesängen und ländlichem Tanztreiben ist etwas zu viel des Guten getan. Hier hätte man Kober mehr Sinn für Tempo gewünscht, das er durch die Einschaltungen manchmal verschleppt. (...) Hilde Gebühr ist von verhaltener Innigkeit, in den wenigen Spielszenen ist sie schlicht. (...) In einem Spielfilm, der ihr größere darstellerische Aufgaben bringt, wird sich erweisen, wie viel sie von ihres Vaters Begabung geerbt hat. Sehr sympathisch sind die beiden jungen Burschen: Willy Clever und Walter Edthofer. (...) Die musikalische Idee ist mit dem Stoff eins. Wenn der Regisseur die Musizierfreudigkeit Lichtensteins etwas mehr Zügel angelegt hätte, wäre der Eindruck stärker gewesen. Ein besonderes Lob den wackeren Sportsleuten vom Hochschulring deutscher Kajakfahrer und vom Österreichischen Kajakverband. Starker Beifall während besonders kühner Szenen und im Schluß. Der Regisseur, die Darsteller und die richtigen Wasserteufel mussten sich oft verbeugen.“

## Fassungen
Es sind unterschiedliche Laufzeiten bekannt. Die längste Fassung soll 76 Minuten lang gewesen sein. Die Fassung, die im Berliner Bundesfilmarchiv vorhanden und einsehbar ist, besitzt 58 Minuten. Diese Fassung ist zur Hälfte ohne Ton, auch Vor- und Abspann fehlen.
Es erschien bisher keine Veröffentlichung auf DVD.